# جيم أوتول
جيم أوتول (بالإنجليزية: Jim O'Toole)‏ هو لاعب كرة قاعدة أمريكي، ولد في 10 يناير 1937 في شيكاغو في الولايات المتحدة، وتوفي في 26 ديسمبر 2015 في سينسيناتي في الولايات المتحدة بسبب سرطان.

## وصلات خارجية
- جيم أوتول على موقع دوري كرة القاعدة الرئيسي (الإنجليزية)
- جيم أوتول على موقعبيزبول رفرنس.كوم (الدوري الرئيسي) (الإنجليزية)
- جيم أوتول على موقعبيزبول رفرنس.كوم (الدوري الثانوي) (الإنجليزية)
- جيم أوتول على موقع جمعية أبحاث البيسبول الأمريكية (الإنجليزية)